# Dinah Jane Hansen
Dinah Jane Hansen (* 22. června 1997 Santa Ana (Kalifornie)) je americká zpěvačka, známá především jako členka dívčí skupiny Fifth Harmony.

## Životopis
Dinah Jane Hansen se narodila 22. června 1997 v Santa Aně v Kalifornii. Je dcerou Gordona a Maliky Hansen. Je nejstarší ze 6 sourozenců. Poprvé vystoupila při zpěvu národní hymny, když jí bylo 7 let. V roce 2011 natočila svůj první singl s názvem "Dancing Like a White Girl". Navštěvovala školu umění Orange County a absolvovala v roce 2015.

## Kariéra
V roce 2012 se přihlásila do soutěže "The X Factor". Zazpívala "If I Were Boy" od Beyoncé. Pro svůj sólový výkon bootcampu zpívala Hero od Mariah Carey. Zazpívala "Stronger (What Doesn't Kill You)" od Kelly Clarkson, během které zapomněla některá slova. Jeden z porotců Simon Cowell jí řekl, že kdyby nezapomněla slova v písni během castingu, dostala by se do dalších kol jako sólová zpěvačka. Byla dána spolu s Ally Brooke Hernandez, Normani Kordei, Lauren Jauregui a Camilou Cabello, a vytvořily skupinu nyní známou jako Fifth Harmony. Skupina se dostala až do finále a skončila na třetím místě.

## Sólová kariéra
V roce 2015 se zúčastnila konkurzu na dabování hlavní postavy v animovaném filmu Moana; roli nedostala. Nazpívala píseň "Boom Boom" spolu s rapperem Daddy Yankee a French Montana. Zpívala tonganskou národní hymnu "Ko e fasi o e tu'i 'o' Otu Tonga" 24. listopadu 2017 v semifinálové hře Světového poháru v ragby v roce 2017. Vydala směs vánočních písní se zpěvačkou Leonou Lewisovou. Spolupracovala s Ty Dolla Sign a Marc E. Bassy na debutovém sólovém singlu " Bottled Up ", který byl zveřejněn 21. září 2018. Vystupovala s touto písní na The Tonight Show Starring Jimmy Fallon. Zazpívala dvě nové skladby "Retrogade" a "I Do not Mind" na festivalu Jingle Ball od IHeartRadio 3. prosince 2018. 26. března 2019 vydává singl Retrograde. 28. března oznamuje datum vydání jejího debutového EP, které pojmenovala 1, vydání se uskutečnilo 19. dubna 2019.